# الخيميائي الفولاذي: فل متل ألكمست
الخيميائي الفولاذي: فل متل ألكمست (باليابانية: 鋼の錬金術師 FULLMETAL ALCHEMIST)، كما يُعرف باسمه الإنجليزي الخيميائي المعدني بالكامل: الأخوة  (بالإنجليزية: Fullmetal Alchemist: Brotherhood)‏ هي السلسة الثانية والأخيرة من سلسلة أنميات الخيميائي الفولاذي، وتختلف عن السلسة الأولى بعدم احتوائها على أي حلقات غير مُقتبسة من المانغا، حيث أنها مبنية على المانغا دون أي تغيير. بدأ عرض السلسة في 5 أبريل 2009 على قناة MBS، وكانت من إخراج ياسوهيرو إري، وكتابة هيروشي أونوجي. والمسلسل متكون من 64 حلقة. وقد تم بث الحلقة الأخيرة في يوليو 2010. وهو من إنتاج استوديو بونز.

## مختصر المسلسل
يتجاهل الأخوان «إدوارد» و«ألفونس» القيود المفروضة على استخدام نوع محرّم من العلوم لإعادة إحياء والدتهما الراحلة في مغامرة الأنيمي هذه.

## روابط خارجية
- الخيميائي الفولاذي: فل متل ألكمست على موقع IMDb (الإنجليزية)
- الخيميائي الفولاذي: فل متل ألكمست على موقع ميتاكريتيك (الإنجليزية)
- الخيميائي الفولاذي: فل متل ألكمست على موقع روتن توميتوز (الإنجليزية)
- الخيميائي الفولاذي: فل متل ألكمست على موقع روتن توميتوز (الإنجليزية)
- الخيميائي الفولاذي: فل متل ألكمست على موقع نتفليكس (الإنجليزية)
- الخيميائي الفولاذي: فل متل ألكمست على موقع ليتربوكسد (الإنجليزية)
- الخيميائي الفولاذي: فل متل ألكمست على موقع كينوبويسك (الروسية)
- الخيميائي الفولاذي: فل متل ألكمست على موقع ألو سيني (الفرنسية)
- الخيميائي الفولاذي: فل متل ألكمست على موقع قاعدة بيانات الفيلم (الإنجليزية)
- الخيميائي الفولاذي: فل متل ألكمست على موقع ANN anime (الإنجليزية)
- Official Fullmetal Alchemist: Brotherhood website باللغة اليابانية
- Official Fullmetal Alchemist: Brotherhood website باللغة الإنجليزية
- Official Anime Central Fullmetal Alchemist anime website
- Official Madman Entertainment Fullmetal Alchemist website
- الخيميائي الفولاذي: فل متل ألكمست (أنمي) في شبكة أخبار الأنمي